# Matanza (León)
Pour les articles homonymes, voir Matanza.
Matanza est une commune d'Espagne dans la province de León, communauté autonome de Castille-et-León. Elle s'étend sur 53,58 km2 et comptait environ 197 habitants en 2015.